# Rogoźnica
Rogoźnica è un villaggio del comune di Strzegom, nel distretto di Świdnica, nel Voivodato della Bassa Slesia, nella Polonia sud-occidentale.
Rogoźnica si trova a circa 7 chilometri (4 miglia) a nord-ovest di Strzegom, 21 chilometri (13 miglia) a nord-ovest di Świdnica e 54 chilometri (34 miglia) a ovest della capitale regionale Breslavia. Il villaggio ha una popolazione di 856 abitanti.
La più antica menzione conosciuta di Rogoźnica proviene da un documento del 1291. È stata anche menzionato nella cronaca medievale polacca Liber fundationis episcopatus Vratislaviensis, creata pochi anni dopo. Faceva parte della Polonia medievale governata dalla dinastia Piast.
Nei periodi successivi il villaggio fece parte anche di Boemia, Ungheria, Austria, Prussia e Germania, prima di essere reintegrato con la Polonia nel 1945 dopo la sconfitta della Germania nazista nella seconda guerra mondiale. 
Ci sono due chiese storiche nel villaggio: la chiesa di Simone e Giuda Taddeo e la chiesa di Nostra Signora del Rosario.
Durante la seconda guerra mondiale è stata sede del Campo di concentramento di Gross-Rosen.